# MMC Weert
MMC Weert (Moesel Megacles Combinatie Weert) is een amateurvoetbalvereniging uit Weert in de gelijknamige gemeente, Limburg, Nederland.

## Algemeen
De vereniging ontstond per 1 juli 2006 als gevolg van de fusie tussen Megacles en SV Moesel. Hierbij werd de oprichtingsdatum 18 maart 1932 van Wit-Zwart '32, de voorganger van Megacles, aangehouden. Thuisbasis is het “Sportpark Graswinkel”.
Fusie
In 2005 werd besloten Megacles en SV Moesel te fuseren. Omdat het te kort dag was om alles voor het nieuwe seizoen juridisch nog rond te krijgen vond de fusie pas in 2006 plaats. Wel werden de lagere elftallen al in het seizoen 2005/06 gecombineerd en speelden competitie onder de naam MoeselCo (MoeselCombinatie). Het eerste elftal wist in dat seizoen via de nacompetitie promotie te bewerkstelligen, zodat de fusieclub in de Vierde klasse begon. In 2010 werd de club kampioen en promoveerde naar de Derde klasse.

## Standaardelftal
Het standaardelftal speelt in het seizoen 2025/26 in de Vierde klasse van het KNVB-district Zuid-II.

### Competitieresultaten 2007–heden
| 10 4E |

| 4 4D |

| 2 4D |

| 1 4D |

| 5 3C |

| 3 3C |

| 4 3B |

| 10 3B |

| 4 4D |

| 5 3B |

| 4 3B |

| 6 3B |

| 6 3B |

| - 3D |

| - 3C |

| 5 3C |

| 3 3C |

| 12 3B |

| 12 3H |

- seizoen 2019/'20 in maart 2020 stilgelegd vanwege de uitbraak van het coronavirus. Er werd voor dit seizoen geen officiële eindstand vastgesteld.
- seizoen 2020/'21 in oktober 2021 stilgelegd vanwege de uitbraak van het coronavirus. Er werd voor dit seizoen geen officiële eindstand vastgesteld.

| Derde klasse | Vierde klasse |

## Megacles

### Wit-Zwart '32
Op 18 maart 1932 werd in de Weerter wijk Keent door arbeiders van de tricotagefabriek Beeren Fabrics een voetbalclub opgericht die in eerste instantie naar de fabriek Bera werd genoemd, maar al snel werd omgedoopt in RKSV Wit-Zwart '32. De club sloot zich niet aan bij de KNVB, maar bij de katholieke voetbalbond. In 1936 werd via promotiewedstrijden de landelijke Tweede klasse IVCB gehaald. In 1940 fuseerden de KNVB en de IVCB en kwam de club in de Derde klasse terecht. In seizoen 1952/53 werd in de voorlaatste wedstrijd het kampioenschap in de Tweede klasse verspeeld, en daarmee kans op promotie naar Eerste klasse, destijds het hoogste niveau in Nederland.

### Megacles
In 1962 fuseerde voetbalclub Wit-Zwart '32 met tafeltennisvereniging TTV Wit-Zwart en dameshandbalvereniging DIO '59. Daardoor ontstond RKSV Megacles, genoemd naar een winnaar op de Olympische Spelen in de Klassieke Oudheid. De clubkleuren werden rood en blauw. Eind jaren zeventig/begin jaren tachtig van de 20e eeuw speelde Megacles, dat was terug gezakt naar de Vierde klasse, twee keer twee seizoenen in de Eerste klasse. In 1979 werd de omnisportvereniging gesplitst en gingen de diverse sporten weer hun eigen weg.
Rond de eeuwwisseling zakte de club opnieuw terug naar de Vierde klasse, en in de seizoenen 2001/02 en 2002/03 kon geen standaardelftal op de been worden gebracht. Het werd nog twee seizoenen in de Zesde klasse geprobeerd, maar een fusie bleek onvermijdelijk. Nadat een fusiepoging met aartsrivaal Wilhelmina '08 in 2003 mislukte, klikte het wel met het eveneens uit Weert-Zuid afkomstige SV Moesel.

### Competitieresultaten 1941–2005
| 4 3G |

| 1 3E |

| 10 2B |

| 9 2B |

| - 2C |

| 8 2A |

| 10 2B |

| 1 3D |

| 6 3D |

| 1 3D |

| 1 3D |

| 8 2B |

| 10 2B |

| 2 2B |

| 9 2B |

| 10 2B |

| 6 2A |

| 2 2B |

| 12 2B |

| 6 3C |

| 8 3C |

| 9 3C |

| 10 3C |

| 6 3C |

| 5 3C |

| 7 3C |

| 9 3C |

| 5 3C |

| 6 3C |

| 11 3C |

| 2 4F |

| 2 4F |

| 1 4E |

| 1 3C |

| 4 2B |

| 4 2B |

| 1 2B |

| 8 1F |

| 12 1F |

| 6 2B |

| 9 2B |

| 1 2B |

| 10 1F |

| 13 1F |

| 10 2B |

| 6 2B |

| 9 2B |

| 11 2B |

| 7 3C |

| 4 3C |

| 9 3C |

| 12 3C |

| 2 4F |

| 9 3C |

| 11 3C |

| 5 4F |

| 1 4F |

| 9 3D |

| 12 3C |

| 3 4F |

| 11 4F |

| 8 511 |

| 9 6D |

| 12 6D |

| ? 512 |

- tot en met seizoen 1961/'62 als Wit-Zwart '32
- seizoen 1944/'45 in september 1944 stilgelegd vanwege de oorlogsomstandigheden

| Eerste klasse | Tweede klasse | Derde klasse | Vierde klasse | Zesde klasse | Reserve vijfde klasse |

## SV Moesel
MSVM / SV Moesel
In 1944 keerden enkele ontevreden leden van Wit-Zwart '32 de club de rug toe. In eerste instantie werd gedacht zich bij SV Laar aan te sluiten, maar op 10 april 1944 richtten ze in de wijk Moesel MSVM (Moeselse Sport Vereniging Moesel) op, een naam die op 1 juli 1971 werd veranderd in SV Moesel. De clubkleuren werden wit en rood. Lange tijd verbleef de club in de KNVB (onder-)Afdeling Limburg, maar in 1985 vond promotie naar de Vierde klasse KNVB plaats. In 1989/90 werd na twee opeenvolgende kampioenschappen een seizoen Tweede klasse gespeeld, maar vervolgens zakte Moesel naar de Vijfde klasse.

### Competitieresultaten 1946–2006
| 7 2N |

| 7 2N |

| 2 2N |

| 3 2N |

| 1 2N |

| 9 1I |

| 2 2O |

| 5 1I |

| 2 1I |

| 8 1I |

| 9 1I |

| 2 1I |

| 2 1I |

| 2 1I |

| 9 1I |

| 10 1I |

| 9 1I |

| 2 1I |

| 3 1I |

| 1 1I |

| 8 4F |

| 8 4F |

| 10 4F |

| 8 4F |

| 12 4F |

| 4 1I |

| 10 1I |

| 9 1I |

| 7 1I |

| 7 1I |

| 10 1I |

| 3 2Q |

| 1 2Q |

| 6 1I |

| 5 1H |

| 6 1H |

| 9 1H |

| 12 1H |

| 3 1H |

| 1 1H |

| 7 4F |

| 3 4F |

| 1 4F |

| 1 3C |

| 12 2B |

| 12 3C |

| 6 4F |

| 9 4F |

| 9 4F |

| 6 4F |

| 6 4F |

| 7 4F |

| 6 4F |

| 9 4F |

| 9 4F |

| 7 4F |

| 11 4E |

| 4 5D |

| 7 5E |

| 6 5E |

| 3 5D |

- tot en met seizoen 1970/'71 als MSVM

| Tweede klasse | Derde klasse | Vierde klasse | Vijfde klasse | Eerste klasse Afd. Limburg | Tweede klasse Afd. Limburg |

In elke staaf van de grafiek staat van boven naar beneden vermeld: 
- Eindnotering

Dit is de positie die de club heeft bereikt in de competitie, zonder eventuele beslissings-, play-off- of nacompetitiewedstrijden die nodig zijn geweest om bijvoorbeeld de kampioen van de competitie te bepalen.
Indien een * achter het getal staat is de notering een tussenstand en kan het zijn dat de notering niet overeenkomt met de uiteindelijke eindstand van de competitie.
Staat er een - dan is het seizoen nog bezig en is er geen definitieve uitslag bekend.
Staat er xx op de positie van de notering, dan heeft de club vroegtijdig de competitie verlaten. Dit kan onder andere komen door terugtrekking van het team, faillissement van de club of door een uitgedeelde straf van de KNVB. In veel gevallen staat elders in het artikel de reden vermeld.
Staat er een ? dan is het resultaat uit het verleden onbekend, en is alleen de competitie of het niveau bekend van dat seizoen.
In de seizoenen 2019/20 en 2020/21 werd wegens de coronacrisis het amateurvoetbal afgebroken. Daardoor kennen deze staven geen eindklassering (middels -- weergegeven).
- Competitieniveau en afdelingsletter of Officiële eindstand Eredivisie
  - Competitieniveau en afdelingsletter

Hierbij geeft het getal het niveau weer, dat ook terug te vinden is in de legenda. De letter is de afdelingsaanduiding en wordt gebruikt wanneer er meer afdelingen zijn op hetzelfde niveau. De afdelingsletter is altijd een hoofdletter en wordt meestal zonder nummer gebruikt.
Voorbeeld: 2F is niveau 2e klasse competitie F.
Het competitieniveau en nummer wordt niet vermeld wanneer er slechts één competitie van dit niveau was.
  - Officiële eindstand Eredivisie (getal staat tussen haakjes vermeld)

Sinds de introductie van play-offwedstrijden voor Europees voetbal na afloop van de reguliere competitie in 2005/06, is de KNVB verplicht een eindstand van de Eredivisie door te geven aan de UEFA aan de hand van deze play-offwedstrijden.
Bij deze eindstand staan clubs die zich hebben gekwalificeerd voor Europees voetbal hoger dan clubs die zich niet wisten te kwalificeren. Indien er geen verschil was tussen de eindnotering en de officiële eindstand, staat dit getal niet vermeld.

- Onderafdeling

Hier staat afgekort de naam van de onderafdeling indien de club in dat jaar in een onderafdeling uitkwam. Tevens staat deze afkorting in de legenda en wordt gelinkt naar het artikel over deze onderafdeling. Deze afkorting wordt alleen vermeld wanneer de club in het verleden in verschillende onderafdelingen heeft gespeeld. Deze vermelding is in de staaf altijd in kleine letters. Deze onderafdelingen zijn na het seizoen 1995/96 afgeschaft. Heeft de club in slechts één onderafdeling gespeeld, dan is dit alleen terug te vinden in de legenda.
Onder de staaf staat het jaartal vermeld waarin het seizoen is afgesloten. 15 verwijst naar het seizoen 2014/15 of eventueel het seizoen 1914/15.
Wanneer een staaf leeg is, zijn deze gegevens niet bekend. Het kan ook zijn dat de club dat seizoen niet heeft meegespeeld op het hogere amateurniveau, vroegtijdig de competitie heeft verlaten of uit de competitie is gezet.

In het seizoen 1944/45 was er wegens de Tweede Wereldoorlog geen regulier competitievoetbal.

## Tenues
| Wit-Zwart '32 |  | Megacles |  | MSVM / Moesel |

## Bekende (oud-)spelers

### MMC Weert
- Jordie Briels

### Megacles
- Stanley Bish
- Elbekay Bouchiba
- Henri Brunenberg
- Frank van Kouwen
- Peter van de Ven

### Wit-Zwart '32
- Rik Aspers